# Stizocera boyi
Stizocera boyi är en skalbaggsart som beskrevs av Julius Melzer 1927. Stizocera boyi ingår i släktet Stizocera och familjen långhorningar.
Artens utbredningsområde är Paraguay. Inga underarter finns listade i Catalogue of Life.